# هاشم ميرغني
هاشم ميرغني فنان سوداني ومهندس معمارى متعدد المواهب لممارسته فنون الغناء والتلحين والعزف على العود، واشتهر بأغانيه الرومانسية.

## بداية مشواره الفنى
ظهرت موهبة هاشم ميرغني الغنائية في وقت مبكر من عمره عندما برع في اداء الاناشيد المدرسية في المدرسة الاهلية جوار منزل الزعيم الراحل اسماعيل الازهرى وأصبح ركنا رئيسيا في الجمعية الادبية في المدرسة وتنبا له استاذه حديد السراج وفراج الطيب سراج بمستقبل فنى ادبى بارغ.

## الغزل والوفاء في في غنائه
اشتهر الفنان هاشم ميرغني باغانى الكلمات التي تحمل شحنة من الرومانسية، العشق والغرام وأنهار الحزن المتدفقة والتي تشكلت في أذهان معجبيه انه له شخصية مختلفة حزينة تعاني من الخيبة في الحب لكن اصحابه والمقربون منه يؤكدون أنه كان من أكثر الناس مرحا وميلا للفرح وأنه في حياته الواقعية لم يعان من أي متاعب عاطفية وكان محب لاولاده وزوجته.

## كلمات اغانية
للفنان هاشم ميرغنى العديد من الاغانى التي اثرى بها الساحة الفنية في السودان والتي بلغت أكثر من 200 أغنية والتي معظمها من كلماته الخاصة لكنه أيضا غنى للشعراء عزمى احمد خليل وعبد القادر الكتيابي

## الأغنيات
قدم هاشم ميرغنى عدداً كبيراً من الأغنيات التي لاقت نجاحاً ومن بينها:
- حان الزفاف
- ضل ضفايرك
- أنت ما مشتاقه ليا
- أنتي وأنا
- مره صابر
- لحظك الجرّاح
- عشان أهلك
- غيب وتعال
- علمتني السهد الأليم
- الحي بلاقي
- دا ماقلبي البعرفو